# 모바일-ITX

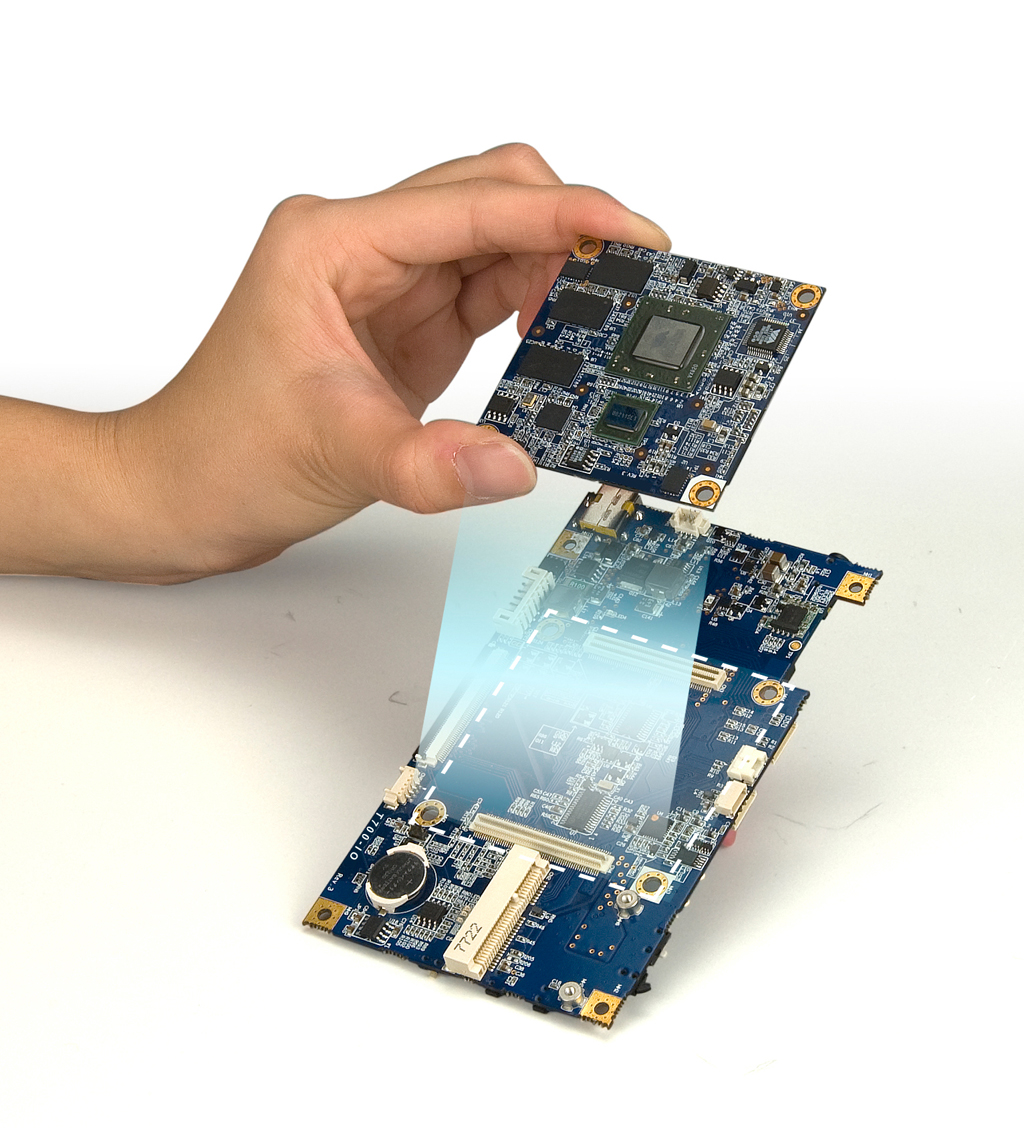
IO 보드가 있는 모바일-ITX CPU 모듈

모바일-ITX(Mobile-ITX)는 비아 테크놀로지스가 2009년 12월에 선보인 가장 작은(2009년 기준) x86 호환 메인보드 폼 팩터이다. 메인보드 크기(CPU 모듈)는 60 × 60 mm (2.4 × 2.4 in)이다. CPU 모듈에는 컴퓨터 포트가 없으므로 I/O 캐리어 보드를 사용해야 한다. 이 설계는 의료, 운송 및 군사 임베디드 시장을 대상으로 한다.

## 역사

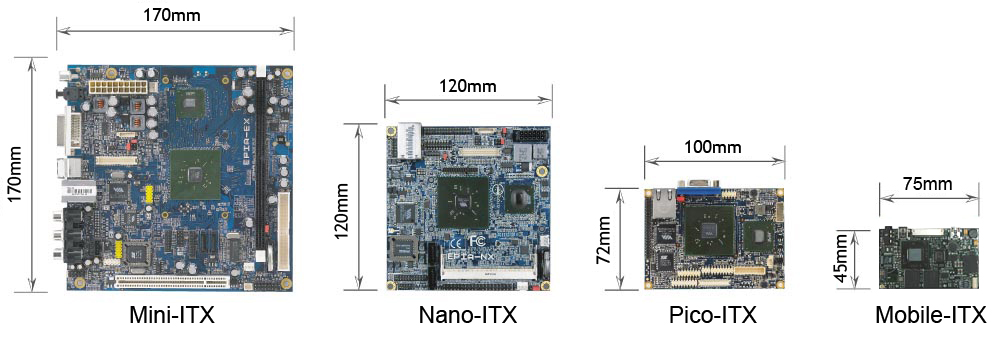
ITX 메인보드 폼 팩터 비교

모바일-ITX 폼 팩터는 2007년 6월 컴퓨텍스에서 비아 테크놀로지스에 의해 발표되었다. 초기 프로토타입의 메인보드 크기는 75 × 45 mm (3.0 × 1.8 in)였다. 이 디자인은 스마트폰 또는 UMPC와 같은 초소형 컴퓨팅을 위해 고안되었다.
지금까지 공개된 프로토타입 보드에는 X86 호환 1GHz 비아 C7-M 프로세서, 256 또는 512메가바이트의 RAM, VIA CX700 칩셋의 수정 버전(CX700S라고 불림), 셀룰러 라디오 모듈용 인터페이스(데모 보드에는 CDMA 라디오 포함), DC-DC 전기 컨버터 및 다양한 연결 인터페이스가 포함된다.
발표 당시 윈도우 XP 임베디드를 실행하는 울트라 모바일 PC 참조 디자인이 시연되었다.

## 내용주 및 각주
1. ↑  “VIA Mobile-ITX Brings Further Miniaturization and Greater Flexibility to Embedded Devices”. VIA Technologies, Inc. 2009년 12월 1일. 2009년 12월 5일에 원본 문서에서 보존된 문서.
2. ↑  “VTF2007: VIA Mobile-ITX Mainboard Will Expedite PC2.0 Transition”. Taipei, Taiwan: VIA Technologies, Inc. 2007년 6월 6일. 2008년 11월 20일에 원본 문서에서 보존된 문서. 2008년 10월 8일에 확인함.
3. ↑  “Mini-ITX, Nano-ITX and Pico-ITX related news - VTF 2007 - Next Stop: Mobile-ITX”. 2007년 7월 23일에 원본 문서에서 보존된 문서. 2007년 6월 12일에 확인함.
4. ↑  YouTube - Computex 2007 - Mobile-ITX Demo